# 지엘로나구라군

루부시주 지도에 표시된 지엘로나구라군의 위치

지엘로나구라군(폴란드어: powiat zielonogórski)은 폴란드 루부시주에 위치한 군으로 면적은 1,349.75km2, 인구는 75,626명(2019년 6월 30일 기준), 인구 밀도는 56명/km2이다. 군청 소재지는 지엘로나구라이지만 지엘로나구라군에 속하지 않고 별도의 도시군으로 존재한다.
북쪽으로는 시비에보진군, 북동쪽으로는 비엘코폴스카주 노비토미실군, 동쪽으로는 비엘코폴스카주 볼슈틴군, 남동쪽으로는 노바술군, 남쪽으로는 자간군, 남서쪽으로는 자리군, 서쪽으로는 크로스노군과 접한다. 9개 지방 자치체(5개 도시형 농촌, 4개 농촌)를 관할한다.

군기
군 문장